# Maria Nowak
Pour les articles homonymes, voir Nowak.
Maria Nowak-Przygodzka, née le 27 mars 1935 à Lwów, alors en Pologne, et morte le 21 décembre 2022, est une économiste, spécialiste du microcrédit qu'elle introduit en France, présidente-fondatrice de l'Association pour le droit à l'initiative économique et Grand officier de la Légion d'honneur.

## Biographie
Maria Nowak est née à Lwów en Pologne en 1935. Elle est la fille de Antoni Nowak-Przygodzki – docteur en droit, avocat, militant social, adjoint au maire de Lwów jusqu'à l'invasion de la Pologne par l'Allemagne nazie et l'Union soviétique en 1939. Sa mère Zofia Nowak-Przygodzka est médecin.
Elle a quatre ans lorsque la guerre éclate et vit ensuite des années de terreur pendant l’occupation soviétique puis sous celle allemande. En 1943, les Allemands incendient sa maison en représailles d'une action de la résistance polonaise dans laquelle est impliquée sa famille. Certains de ses membres sont fusillés, sa mère et sa sœur aînée sont emmenées par la Gestapo, puis déportées. Ses cousins de 14 et 15 ans sont tués pendant l’insurrection de Varsovie. Jusqu'à la fin de la guerre, elle passe d'une famille d'accueil à une autre.
À la fin de la guerre, grâce à la Croix-Rouge polonaise, sa mère l'envoie avec son petit frère en Suisse, pour y retrouver son père libéré d’un camp en Allemagne et qui ne peut plus rentrer en Pologne du fait de son appartenance à l'Armia Krajowa et pour avoir participé à l'insurrection de Varsovie en 1944. C'est finalement à Paris qu'elle arrive en 1946, sans parler un mot de français et sans papiers, et rejointe par son père puis sa mère. Elle n'a alors que onze ans. La situation est compliquée pour sa famille, ses parents ne pouvant pas exercer leurs métiers d’avocat et de médecin et essayant de survivre des conditions très précaires. En 1951, son père met en place et dirige les études polonaises au Collège de l’Europe libre, une institution boursière en Europe occidentale pour des jeunes réfugiés venant de dix pays communistes de l’Europe de l’Est. Maria est boursière du Collège.

### Économiste
Diplômée de l'Institut d'études politiques de Paris (1956) et de la London School of Economics (1959), elle réalise un voyage d’études en Guinée et soutient une thèse sur l’économie rurale.
Après les études, elle entre à la Caisse centrale de coopération économique qui deviendra l’Agence française de développement (1998). En tant que directrice des politiques et des recherches de l'Agence, elle transfère en Afrique de l’Ouest l’expérience de la Grameen Bank du Bangladesh en matière de microcrédit.

### Introductrice du microcrédit en France
En 1985, Maria Nowak rencontre un économiste bangladais, le professeur Muhammad Yunus, fondateur de la Grameen Bank et futur Prix Nobel de la paix en 2006. Elle décide de transposer en France son modèle de microcrédit pour « donner une chance aux exclus ». Elle considère que « l’exclusion est une pauvreté insidieuse, car elle prive les hommes des moyens d’agir. Après les avoir réduits à l’impuissance, elle les met dans la dépendance totale de la société à travers les mécanismes d’aide qui leur permettent de survivre, mais leur enlève la maîtrise de leur destin. La rançon du capitalisme est cette destruction des valeurs d’une société, la disparition des liens sociaux, la perte d’accès au droit le plus élémentaire, qui est le droit à l’initiative économique ». En 1989, elle fonde, avec le soutien moral de Muhammad Yunus, l'Association pour le droit à l'initiative économique (Adie) qu'elle préside à titre bénévole,,.
En 1991, elle est détachée à la Banque mondiale à Washington pour participer au développement des programmes de microcrédit en Europe centrale. Elle fonde et préside deux réseaux de microfinance : le Centre de la Microfinance (1996) qui couvre l’Europe et l’Asie Centrale et le Réseau Européen de la Microfinance (2003) qui couvre les pays membres de l’Union Européenne dont elle occupe la présidence jusqu'en 2008.
Entre 2000 et 2002, elle est conseillère spéciale de Laurent Fabius, ministre socialiste de l'économie, des finances et de l'industrie.
En mars 2011, elle laisse la présidence de l'Adie à Catherine Barbaroux mais avec son titre de présidente fondatrice, elle demeure administratrice. Maria Nowak conserve en outre les fonctions de présidente d’Adie Microfranchise solidaire, d’Adie International et de microStart, opération de microcrédit, lancée en Belgique en partenariat avec BNP Paribas, Fortis et le Fonds européen d’investissement.

## Publications

### Ouvrages
- Maria Nowak-Przygodzka, Słońce świeci o północy, Pomost, 1993
- Maria Nowak, La banquière de l'espoir : celle qui prête aux exclus, Albin Michel, 1994  (ISBN 978 2226069207)
- Anne Hirsch et Maria Nowak, La place des invisibles, Jean-Claude Lattès, 2004  (ISBN 978-2709624800)
- Maria Nowak, On ne prête (pas) qu'aux riches : la révolution du microcrédit, Jean-Claude Lattès, 2005  (ISBN 978-2709626385)
- Maria Nowak, Le microcrédit ou Le pari de l'homme, Rue de l'échiquier, 2009  (ISBN 9782917770092)
- Maria Nowak, L'espoir économique : microfinance et entrepreneuriat social, ferments d’un monde nouveau, Jean-Claude Lattès, 2010  (ISBN 978-2709634601)
- Maria Nowak, Pour notre liberté et la vôtre : comment la Pologne a été abandonnée par ses alliés, Librinova, 2019  (ISBN 979-1026232353).

### Articles
- Maria Nowak, « Le rôle du crédit dans le développement », in Cahiers de la recherche développement, 1993, no 34, p. 16-23
- Maria Nowak, « Le microcrédit en Europe », in Rapport moral sur l'argent dans le monde, Paris, AEF / Montchrestien, 2009
- J. de Bandt et M. Nowak, « Le microcrédit en Europe : l'action forcément conjointe des marchés et de la collectivité ? », in Revue d'économie industrielle, no 116, 4e trimestre, 2006, p. 9-29.
- Maria Nowak Maria Nowak: « Mon ami, Joseph Czapski » in https://czapskifestival.pl/mon-ami-joseph-czapski/, Cracovie, 2020, LA FONDATION SUSEIA

## Décorations
- Grande officière de la Légion d'honneur. Maria Nowak est nommée chevalière le 8 avril 1998[10], promue officière le 6 avril 2007[11], puis commandeure le 31 décembre 2013[12], avant d'être élevée à la dignité de grande officière le 12 juillet 2017[13].
- Commandeure de l'ordre national du Mérite. Elle est nommée chevalière le 10 mai 1995[14], promue officière le 15 novembre 2004[15], et enfin commandeure le 13 mai 2011[16].

## Documentaire
En 2008, Anne Hirsch et Olivier Wlodarczyk réalisent un documentaire portrait : Maria Nowak, la Banquière de l'espoir, diffusé pour la première fois dans le cadre de l'émission « Empreintes » sur France 5 propose, 6 mars 2009 (produit par Lukarn et La Maison du doc).